# Marat Satybaldiyev
Marat Kuanbayevich Satybaldiyev –en ruso, Марат Куанбаевич Сатыбалдиев– (Kyzylorda, 22 de abril de 1962) es un deportista soviético de origen kazajo que compitió en ciclismo en la modalidad de pista. Ganó una medalla de oro en el Campeonato Mundial de Ciclismo en Pista de 1989, en la prueba amateur de puntuación.

## Medallero internacional
| Campeonato Mundial | Campeonato Mundial | Campeonato Mundial | Campeonato Mundial |
| Año                | Lugar              | Medalla            | Competición        |
| ------------------ | ------------------ | ------------------ | ------------------ |
| 1989               | Lyon ( Francia)    | Medalla de oro     | Puntuación (A)     |